# Liste der Kulturdenkmale in Altenhof (Leisnig)
In der Liste der Kulturdenkmale in Altenhof sind die Kulturdenkmale des Leisniger Ortsteils Altenhof verzeichnet, die bis Mai 2023 vom Landesamt für Denkmalpflege Sachsen erfasst wurden (ohne archäologische Kulturdenkmale). Die Anmerkungen sind zu beachten.
Diese Aufzählung ist eine Teilmenge der Liste der Kulturdenkmale in Leisnig.

## Altenhof
| Bild                                    | Bezeichnung | Lage                | Datierung                                                                     | Beschreibung | ID       |
| --------------------------------------- | --- | ------------------- | ----------------------------------------------------------------------------- | --- | -------- |
| Weitere Bilder                          | St.-Ägidien-Kirche mit Ausstattung und mit umgebendem Kirchhof und Einfriedungsmauer, Kriegerdenkmale für die Gefallenen des Ersten Weltkrieges (auf dem Kirchhof) und des Zweiten Weltkrieges (in der Kirche) sowie Grabmale für Martha Hornigin, Maria Sophia Crainich, Familie Johann Gottlob Ziechner, Familie Walter Wolf, Erbbegräbnis Familie Gerlach sowie Grabmal ohne Bezeichnung | Altenhof (Karte)    | 13. Jahrhundert (Kirche); Anfang 16. Jahrhundert (Taufe); 1866/67 (Orgelwerk) | Romanische Dorfkirche umgeben vom Kirchhof mit historischen Grabmalen, Anlage von großer orts- und baugeschichtlicher Bedeutung. Die Kirche steht auf dem alten Kirchhof, welcher durch eine baulich veränderte, teils erneuerte Mauer (Nebenanlage) eingefasst wird. Auf dem Kirchhof blieben historische Grabmale teils aus dem 17. und 18. Jahrhundert erhalten, welche auf Grund ihres Alters geschichtliche Bedeutung erlangten bzw. personengeschichtlich bedeutsam sind. Bemerkenswert ist die Anlage des Kriegerdenkmals für die Gefallenen des Ersten Weltkrieges mit gebogener Mauer, Inschrifttafeln und zentralem Gedenkstein, ebenfalls mit Inschrift, flankiert von Roteichen. Der Denkmalwert von Kirche und Ausstattung ergibt sich aus der baugeschichtlichen, ortsgeschichtlichen sowie künstlerischen Bedeutung. Dehio Sachsen II. 1998, S. 7: „Romanische Saalkirche des frühen 13. Jahrhunderts, Veränderungen des Inneren 1609 und 1708, Sakristei und Eingangsbau an der Südseite 19. Jahrhunderts. Restaurierung 1969 (innen) und 1971 (außen). Verputzter Bruchsteinbau mit eingezogenem Chor und Apsis. Das Satteldach mit hohem Dachreiter und Fledermausgaupen. An der Chornordseite romanische Rundbogenfenster, profilierter romanischer Kragstein am Ostgiebel des Chores. Steinplatten mit Vierpassreliefs am Ost- und Westgiebel des Saales. Das Innere flachgedeckt und von nüchterner Wirkung, zweigeschossige Emporen an drei Seiten. runder Triumphbogen mit profiliertem Kämpfer zum Chor, spitzbogige Pforte zur Sakristei. Spätgotische Porphyr-Taufe in Kelchform, Anfang 16. Jahrhundert. Orgel mit Prospekt in Rokokoformen, das Werk von W. E. Schmeisser, 1866/67 (klanglich verändert).“ - Grabmale auf dem Kirchhof: - Erbbegräbnis Familie Gerlach u. a. für Felix Bruno Gerlach (1877–1920), Mühlenbesitzer und Fabrikbesitzer in Klosterbuch - Grabmal ohne Bezeichnung (Stein mit kniendem Engel) - Grabmal für Martha Hörnigin, geb. 1615, verst. 1837, Grabstein für die früh verstorbene Frau des Pfarrers M. Martini Lindner sowie seinen zuvor verstorbenen Sohn Gottfriedgen, es wäre möglich, dass beide an der Pest verstarben, weil diese von April bis Oktober 1637 in Altenhof wütete – ist allerdings nicht überliefert, ursprünglich wohl in der Kirche, später als Türschwelle eingebaut, seit etwa 100 Jahren am heutigen Standort - Grabmal Maria Sophia Crainich, Stein – Baumstammimitation – mit Inschrifttafel - Grabmal Johanna Rosina Ziechnerin und Johann Gottlob Ziechner, verst. 1778 - Grabmal Marie und Walter Wolf, Grabstein 1952 - Kriegerdenkmal: Natursteinmauer über halbkreisförmigem Grundriss, von Steinkugel bekrönt, im oberen Abschnitt mit steinernen Inschrifttafeln, in der Mitte der Mauer Gedenkstein, darauf Schild, Schwert und Lorbeerkranz aus Bronze, Inschrift auf Stein: „heiß gestritten/nichts erworben/ dennoch nicht/ umsonst gestorben/ Ihrer Heimat/ Schuld und Schwert/ aller Ehr und/ Liebe wert“ - Kirche: - in der Kirche: hölzerne Gedenktafeln zu Ehren der Gefallenen des Zweiten Weltkrieges, Inschriftenstein an Kirchenmauer aus Porphyr - Kriegerdenkmal: halbrunde Mauer aus Polygonalmauerwerk, oben eingelassene Steinplatten mit Namen der Gefallenen, im Mittelpunkt Steinblock mit Inschrift: „Heiß erstritten, nichts erworben, dennoch nicht umsonst gestorben, Ihrer Heimat, Schild und Schwert, aller Ehr und Liebe wert.“ | 09208118 |
| Direkt Bild zu diesem Denkmal hochladen | Pfarrhaus, kleines Seitengebäude (südlich) sowie Einfriedungsmauern des Pfarrgartens und des Pfarrhofes | Altenhof 17 (Karte) | Um 1800 (Pfarrhaus); 2. Hälfte 19. Jahrhundert (Seitengebäude)                | Von ortsgeschichtlicher und ortsbildprägender Bedeutung. - Pfarrhaus: vermutlich um 1800 erbaut, zweigeschossig, Erdgeschoss massiv und verputzt, Obergeschoss Fachwerkkonstruktion verputzt bzw. verbrettert, hohes Krüppelwalmdach (neu gedeckt), im Erdgeschoss Porphyrfenstergewände und Stichbogenportal mit Schlussstein, ebenfalls Porphyrtuff - Seitengebäude des Pfarrhofes: eingeschossiger Bruchsteinbau, Satteldach, vermutlich 19. Jahrhundert - Scheune: Fachwerk-Konstruktion Bauensemble in Kirchennähe von ortsbildprägender Bedeutung. Auf Grund seiner Funktion als Pfarrhof auch von ortsgeschichtlicher Bedeutung. | 09208119 |
| Direkt Bild zu diesem Denkmal hochladen | Häuslerhaus | Altenhof 39 (Karte) | 1. Hälfte 19. Jahrhundert                                                     | Zeit- und landschaftstypisches Gebäude in gutem Originalzustand mit intaktem Fachwerk-Obergeschoss von bau- und sozialgeschichtlichem Wert, Erdgeschoss massiv, Bruchstein. Landschafts- und zeittypisches Fachwerkhaus, beginnendes 19. Jahrhundert. Sehr schmales, nur zweiachsiges Gebäude über längsrechteckigem Grundriss (Traufseite ursprünglich fünf Fensterachsen). Abschluss durch Satteldach mit Biberschwanzdoppeldeckung. Schlichtes Gebäude in sehr gutem Originalzustand, Zeugnis der Lebensweise von Häuslern im 19. Jahrhundert, zugleich Dokument ländlichen Bauens dieses Zeitraums. Hieraus leiten sich die sozial- und baugeschichtliche Bedeutung des Hauses ab. | 09208120 |

## Tabellenlegende
- Bild: Bild des Kulturdenkmals, ggf. zusätzlich mit einem Link zu weiteren Fotos des Kulturdenkmals im Medienarchiv Wikimedia Commons. Wenn man auf das Kamerasymbol klickt, können Fotos zu Kulturdenkmalen aus dieser Liste hochgeladen werden:
- Bezeichnung: Denkmalgeschützte Objekte und ggf. Bauwerksname des Kulturdenkmals
- Lage: Straßenname und Hausnummer oder Flurstücknummer des Kulturdenkmals. Die Grundsortierung der Liste erfolgt nach dieser Adresse. Der Link (Karte) führt zu verschiedenen Kartendiensten mit der Position des Kulturdenkmals. Fehlt dieser Link, wurden die Koordinaten noch nicht eingetragen. Sind diese bekannt, können sie über ein Tool mit einer Kartenansicht einfach nachgetragen werden. In dieser Kartenansicht sind Kulturdenkmale ohne Koordinaten mit einem roten bzw. orangen Marker dargestellt und können durch Verschieben auf die richtige Position in der Karte mit Koordinaten versehen werden. Kulturdenkmale ohne Bild sind an einem blauen bzw. roten Marker erkennbar.
- Datierung: Baubeginn, Fertigstellung, Datum der Erstnennung oder grobe zeitliche Einordnung entsprechend des Eintrags in der sächsischen Denkmaldatenbank
- Beschreibung: Kurzcharakteristik des Kulturdenkmals entsprechend des Eintrags in der sächsischen Denkmaldatenbank, ggf. ergänzt durch die dort nur selten veröffentlichten Erfassungstexte oder zusätzliche Informationen
- ID: Vom Landesamt für Denkmalpflege Sachsen vergebene, das Kulturdenkmal eindeutig identifizierende Objekt-Nummer. Der Link führt zum PDF-Denkmaldokument des Landesamtes für Denkmalpflege Sachsen. Bei ehemaligen Kulturdenkmalen können die Objektnummern unbekannt sein und deshalb fehlen bzw. die Links von aus der Datenbank entfernten Objektnummern ins Leere führen. Ein ggf. vorhandenes Icon  führt zu den Angaben des Kulturdenkmals bei Wikidata.